# Čečkov
Čečkov (Duits: Tschetschkow) is een Tsjechische plaats in de gemeente Jankov, regio Midden-Bohemen, en maakt deel uit van het district Benešov. Het dorp ligt op ongeveer 4 kilometer afstand van Jankov en op ongeveer 25 kilometer afstand van de stad Benešov.
Čečkov telt 42 inwoners (2021).

## Geschiedenis
De eerste schriftelijke vermelding van het dorp dateert van 1518.
In 1960 werd Čečkov, samen met Jankov, ingedeeld bij het district Benešov.

## Verkeer en vervoer

### Autowegen
Er leidt een regionale weg naar het dorp.

### Spoorlijnen
Er is geen station in Čečkov of omgeving.

### Buslijnen
Er is geen bushalte in of bij het dorp. De twee dichtstbijzijnde haltes (op ongeveer 2,5 kilometer afstand) zijn:
| Halte               | Lijn | Traject           | Vervoerder          |
| ------------------- | ---- | ----------------- | ------------------- |
| Jankov, Odlochovice | 553  | Jankov - Benešov  | CŠAD Benešov        |
| Šebířov, Vyšetice   | 456  | Pojbuky - Miličín | BusLine jižní Čechy |

## Galerij

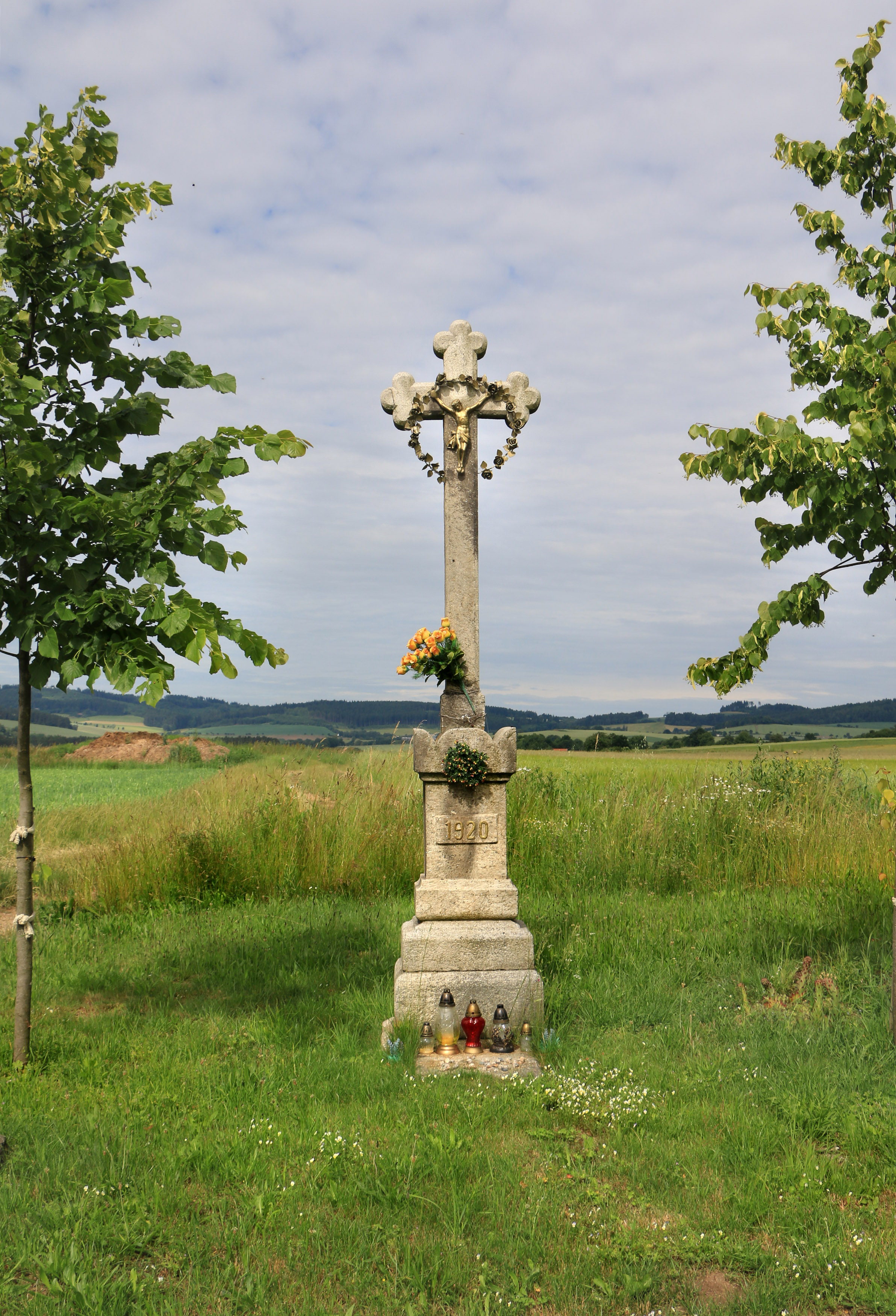
Wegkruis bij het dorp (2016)
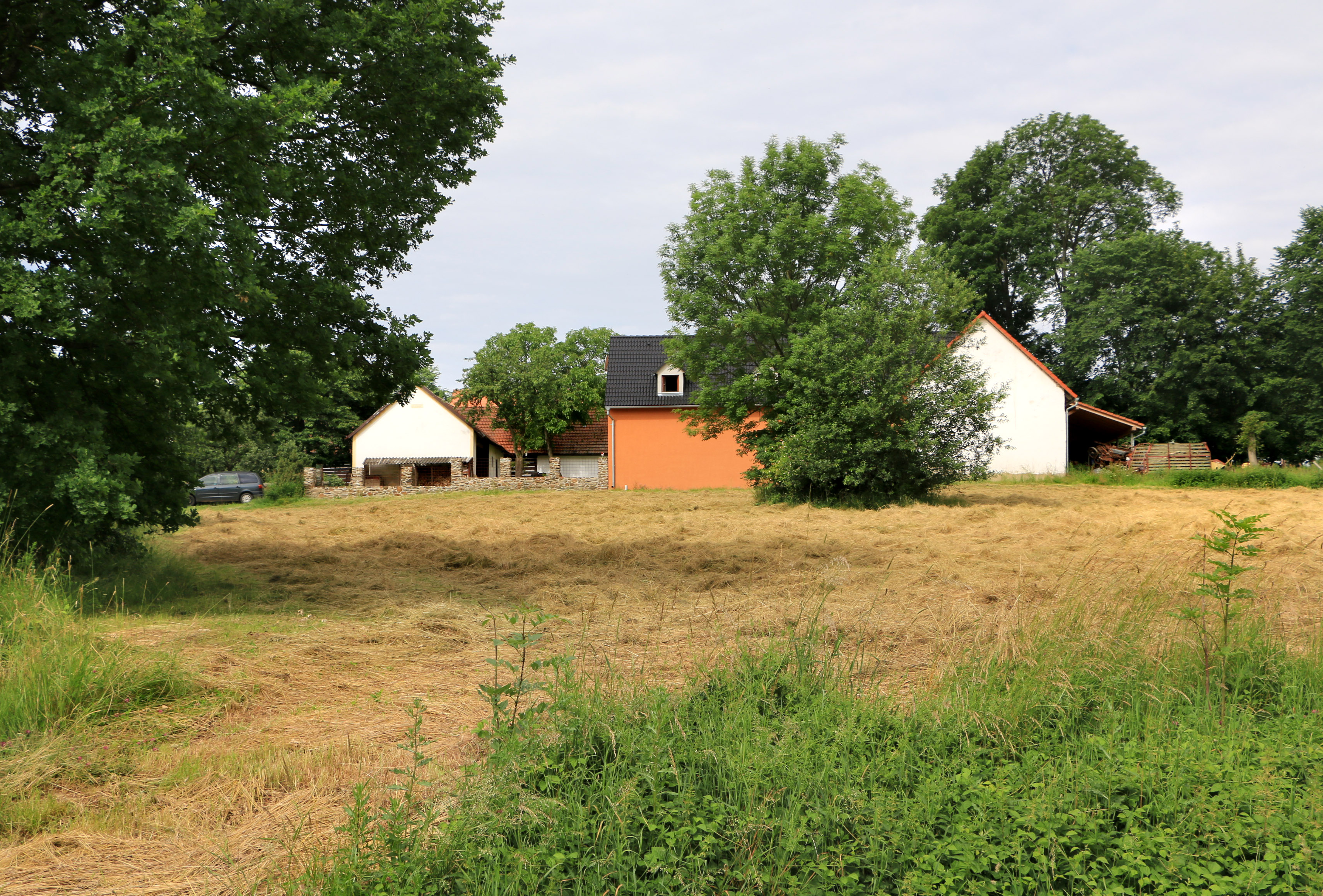
Boerderij in het dorp (2016)
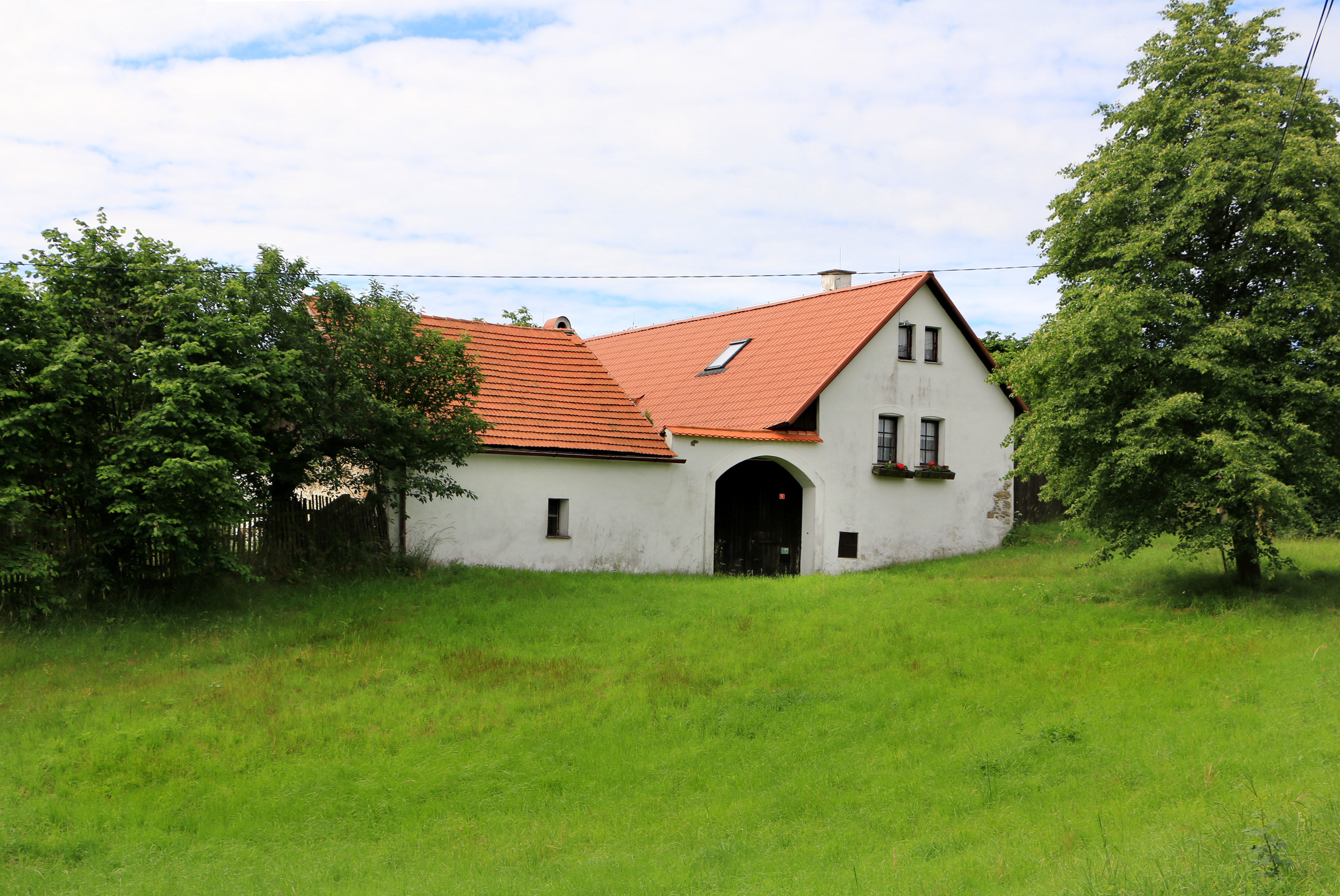
Huis in het dorp (2016)
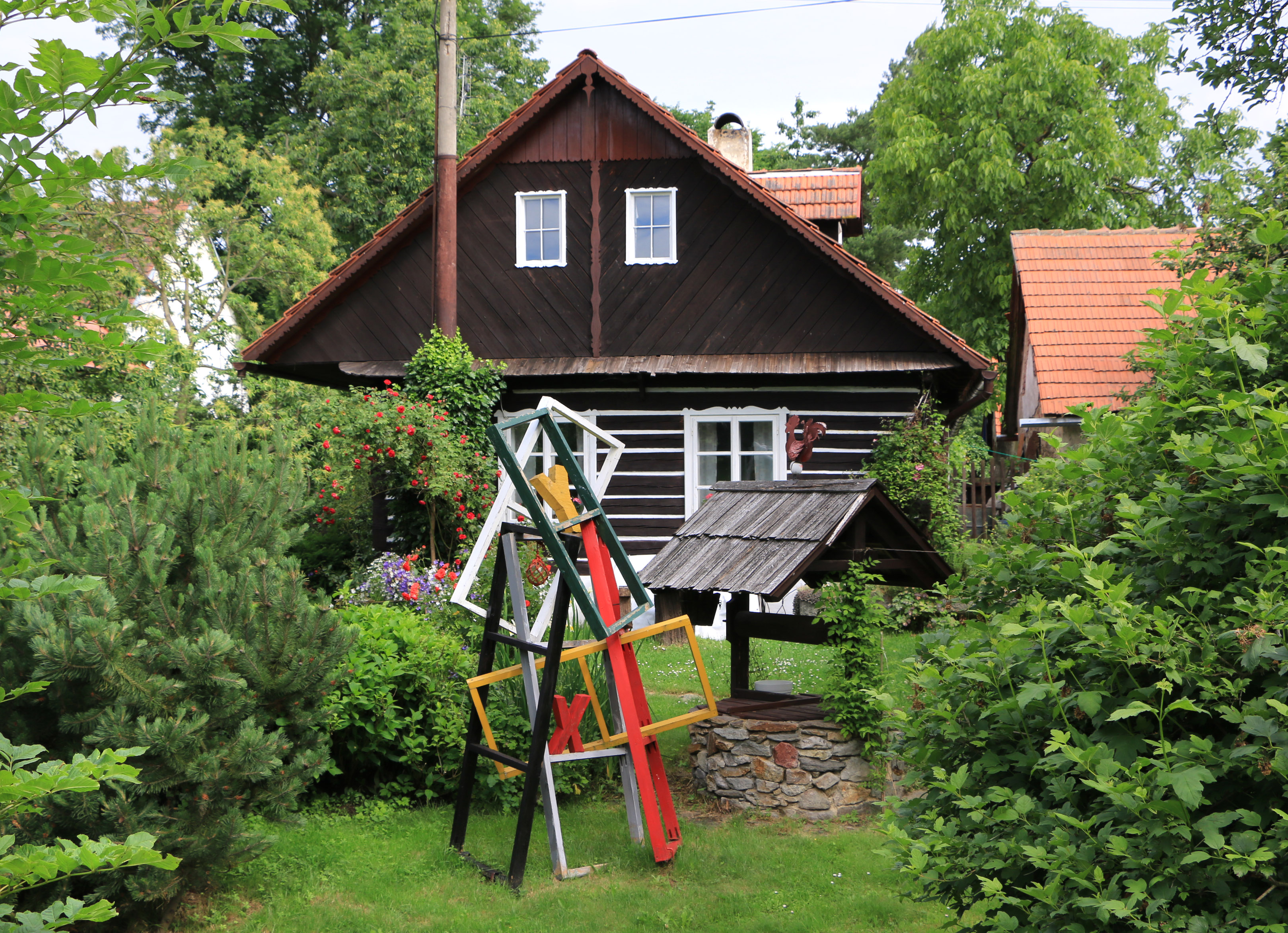
Huis in het dorp (2016)
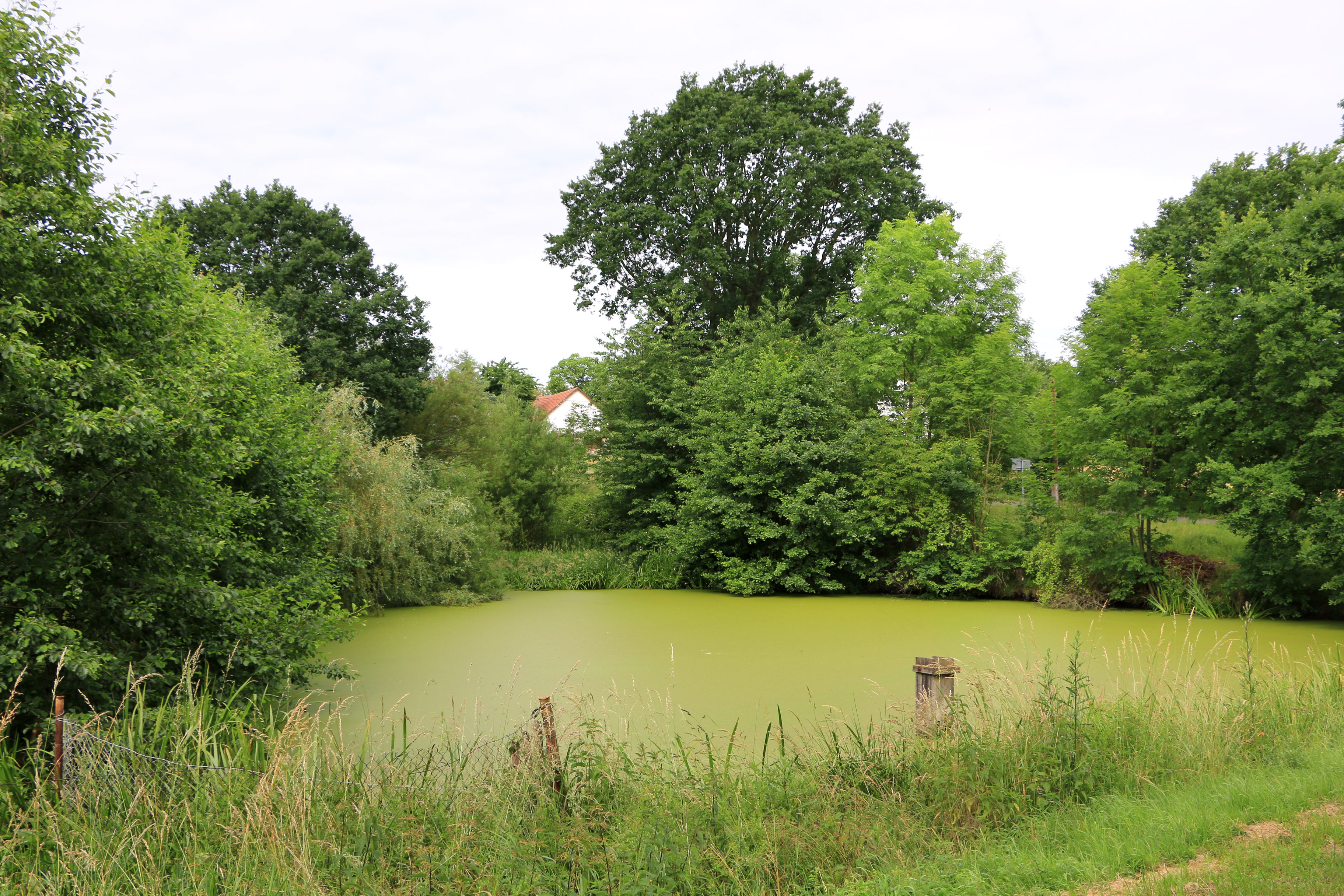
Meertje nabij het dorp (2016)